# Эль (бог)
Эль (Эло́ах, Эло́га, Ил, И́лу, финик. 𐤀𐤋, др.-евр. אֵל‬) в западносемитской мифологии — верховный Бог-Творец Угарита и Финикии. Почитался также и некоторыми народами Ханаана, возможно, под влиянием нашествия амореев и ассимиляции. Известен также как аккад. Иль-Аммуррум — «бог амореев» или просто Амуррум.
При тождестве угаритского Иля и финикийского Эля, описание их родства с другими богами и мифы имеют некоторые различия. Культы Эля и Илу к 1-му тысячелетию до н. э. постепенно уступили культам местных божеств.

## Этимология
Изначально семитское «Илу» имеет значение «предок», в ассирийском и вавилонском диалектах аккадского языка использовалось как общий термин для обозначения божеств.
В ассирийском и вавилонском диалекте слово «илу» служило общим термином для обозначения божества, в поздних текстах оно могло применяться для именования какого-то конкретного бога.
В финикийском и древнееврейском языке родственное слово אל‬ («эль») обозначает «бог».
«Эль» является корнем множества слов: Элохим, Аллах, Энлиль (Эллиль).

## Описание
Илу — творец мира, отец многих богов и всего живого, владыка времени. Символом Илу и его сына Баал-Хадада (Балу) был бык (символ мощи, сельскохозяйственного благополучия, плодородия и мудрости). Среди его прозвищ в Угарите: «Создатель богов», «Творец всех творений», «Вечный отец». В угаритском пантеоне упоминается предшествовавший Илу и свергнутый им бог «Илу отцовский» (ilib), вероятно, его отец. В финикийском пантеоне, по Санхуниатону, Эль был сыном неба (Баалшамин, Уран у Филона) и земли (Арцай, Гея у Филона), и братом Дагона.
Илу, стоя высоко над миром, не правит им непосредственно. Считалось, что миром правят более низшие божества, спорящие и сражающиеся, которым и ставились храмы, а храмы Илу были редки, и Ил может являться в видениях и снах и посылать ангелов.
Древние представляли себе Эла добрым, мудрым и милосердным старцем, отличительными чертами которого являются пассивность и бездействие. Изображался длиннобородым, в длинных одеждах и высокой рогатой тиаре, восседающим на троне и принимающим жертвоприношения. Его дворец стоял на горе, где жили угаритские боги, «у устья Реки, у истока обоих Океанов».
Во 2-м тысячелетии до н. э. Эл играл важную роль в религиозных представлениях финикийцев, но затем в городах развилось и приобрело большую важность почитание местных божеств — ваалов (владык), и он был оттеснён на задний план.
Его супруги: Ашера (Асирату) — часто называемая «морская» и покровительница рыбалки (в угаритском пантеоне она же — дочь Илу) и Рахмайу («дева») — богиня охоты.
Среди детей Илу: Шахар (бог рассвета) и Салим (бог заката) — близнецы, чьё рождение пробудило все силы природы, Баал-Хадад (Балу), называемый также сыном Дагану; 2 любимых сына Илу — Ям и Мот. Существуют заметные параллели между троицей Баал-Ям-Мот и между Зевсом, Посейдоном и Аидом соответственно. В эллинистический период с Зевсом отождествлялся сам Илу, изредка он же отождествлялся также и с Кроносом и с Ураном. Илу (Элькунирши) вошёл в хеттскую мифологию. Илу/Эль отождествляется также с шумерским Ишкуром и аккадским Ададом.

## Связь с монотеизмом
В древнееврейском языке слово אל‬ («эль») обозначает «бог».

В библейской Книге Бытия описано, что создание мира и людей — дело אלהים‬ (Элохим), что может быть переведено как «боги, божества», так как окончание «-им» в семитских языках является формой множественного числа.
По одной из версий, окончание «-им» в семитских языках является возвеличенной формой множественного числа. Восприятие возвеличенной формы «Элохим» как верховный Бог-Творец может быть подкреплено стихом Бытие, 3:22: «И сказал Господь Бог: вот, Адам стал как один из Нас», «И сказал Бог: сотворим человека по образу Нашему [и] по подобию Нашему» (Быт. 1:26).
Другая же версия рассматривает употребление формы множественного числа к одному Богу как указание на Его триединство. В доказательство этому приводится первый стих Ветхого Завета «В начале сотворил Бог небо и землю» (Бытие 1:1). В нём употреблены вместе древнееврейские слова  элохим («боги») во множественном числе и бара («сотворил») — в единственном. Притом это же слово элохим в некоторых случаях имеет полноценное множественное число, обозначая многих языческих богов: «Я — Господь (Яхве), Бог (элохим) твой, да не будет у тебя других богов (элохим) перед лицом Моим» (Исх. 20:3), ангелов (Пс. 8:6) и даже людей, обладающих властью (Исх. 4:16). «Нет богов (элохим), кроме Меня» (Втор. 32:39).